# Cieśnina Barrowa
Cieśnina Barrowa (ang. Barrow Strait, fr. Détroit de Barrow, ) – cieśnina na Morzu Arktycznym między kanadyjską Wyspą Bathursta, Wyspą Cornawillsa i Devon a Wyspą Księcia Walii i Somerset Island; administracyjnie w terytorium Nunavut.  
Część Kanału Parry’ego i Przejścia Północno-Zachodniego.

## Geografia
Cieśnina Barrowa leży w kanadyjskim Archipelagu Arktycznym na Oceanie Arktycznym – oddziela Wyspę Bathursta, Wyspę Cornawillsa i Devon od Wyspy Księcia Walii i Somerset Island .
Płynąc od wschodu, stanowi drugą część Kanału Parry’ego (pozostałe to według raportów dla Rady Arktycznej: Cieśnina Lancastera i Cieśnina Melville’a) ; jest częścią Przejścia Północno-Zachodniego.
Cieśnina ma długość 306 km, a jej szerokość waha się między 56 km a 111 km . Jej głębokość dochodzi do 200 m .
Od października do lipca cieśnina pokryta jest lodem .

## Historia
Cieśnina została odkryta dla Europejczyków w 1819 roku przez Williama Edwarda Parry’ego (1790–1855) . Została nazwana na cześć angielskiego geografa Johna Barrowa (1764–1848) .